# Distretto di Antsiranana I
Il distretto di Antsiranana I è un distretto del Madagascar situato nella regione di Diana. Ha per capoluogo la città di Antsiranana.
La popolazione del distretto è di 108 980 abitanti (censimento 2011).